# San Daniele del Friuli
San Daniele del Friuli oder kurz San Daniele (furlanisch Sant Denêl, deutsch: Sankt Daniel in Friaul) ist eine Kleinstadt mit 7922 Einwohnern (Stand 31. Dezember 2023) in der Region Friaul-Julisch Venetien auf 252 m s.l.m. mit historischen Bauwerken aus dem 16.–18. Jahrhundert. Sie wurde 1976 durch ein Erdbeben weitgehend zerstört. Auch vom Erdbeben von 1348 sind schwere Schäden überliefert.
Die Stadt ist der Herkunftsort des weltberühmten San-Daniele-Schinkens. San Daniele ist zudem Mitglied der Cittàslow, einer 1999 in Italien gegründeten Bewegung zur Entschleunigung und Erhöhung der Lebensqualität in Städten. 

## Geografie
Das Zentrum von San Daniele liegt östlich vom Tagliamento auf einer Anhöhe, die Colle Massimo heißt. Die Stadt ist gegliedert in die Stadtteile Altstadt, Borgo Pozzo, Borgo Sacco, Borgo Sopracastello, Chiamanis, Borgo Sottoagaro, Picaron, Borgo Nuovo, Zulins, Bronzacco, Soprapaludo, die Orte  Villanova und Cimano sowie die Siedlung Aonedis.
An das Stadtgebiet grenzende Gemeinden sind Rive d’Arcano, Majano, Ragogna, Forgaria nel Friuli, Dignano, Osoppo und Pinzano.
Im Südosten liegt in einer Entfernung von 25 km die Provinzhauptstadt Udine und 114 km entfernt Triest, die Hauptstadt der Region Friaul-Julisch Venetien. Nach Venedig im Südwesten sind es 140 km.

## Wappen
Beschreibung: In Rot ein silbernes durchgehendes Andreaskreuz.

## Geschichte
Am 11. Mai 1809 führten die Österreicher unter Erzherzog Johann bei San Daniele del Friuli ein unglückliches Rückzugsgefecht gegen die Franzosen.

## Verkehr
Zwischen 1889 und 1950 war die Stadt Endpunkt der Bahnstrecke Udine–San Daniele, einer Schmalspurbahn, die bereits in den 1920er Jahren batterieelektrisch mit Akkumulatortriebwagen betrieben wurde.  

## Kultur und Sehenswürdigkeiten
- Ins 15. Jahrhundert zurück reichen die Anfänge der Biblioteca Guarneriana, in die 1743 der Nachlass von Giusto Fontanini (1666–1736), eines aus San Daniele stammenden Gelehrten, aufgenommen wurde. Der Bestand von 600 Handschriften, 84 Inkunabeln und 600 Frühdrucken findet auch in der internationalen Forschung Beachtung.[4] Der historische Teil der Bibliothek ist seit dem 18. Jahrhundert im 1415 errichteten Palazzo Comunale untergebracht.
- Der Dom San Michele Arcangelo am zentralen Platz der Stadt wurde von 1707 bis 1725 erbaut. Mit dem Bau des Campanile wurde bereits 1531 begonnen.
- Die Kirche Sant’Antonio Abate wurde 1308 geweiht und besitzt einen Chor von 1441. Sie ist mit Fresken aus der Zeit der Renaissance, u. a. von Pellegrino da San Daniele, reich geschmückt.

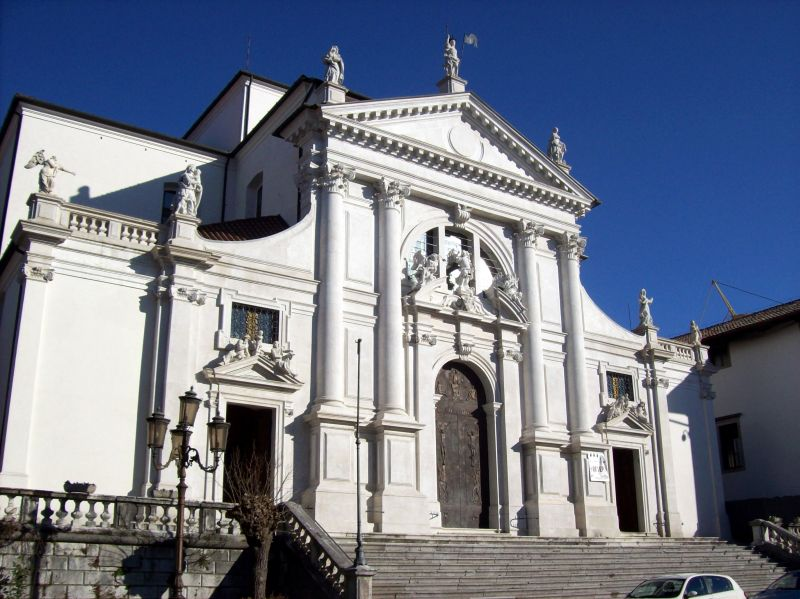
Dom San Michele Arcangelo
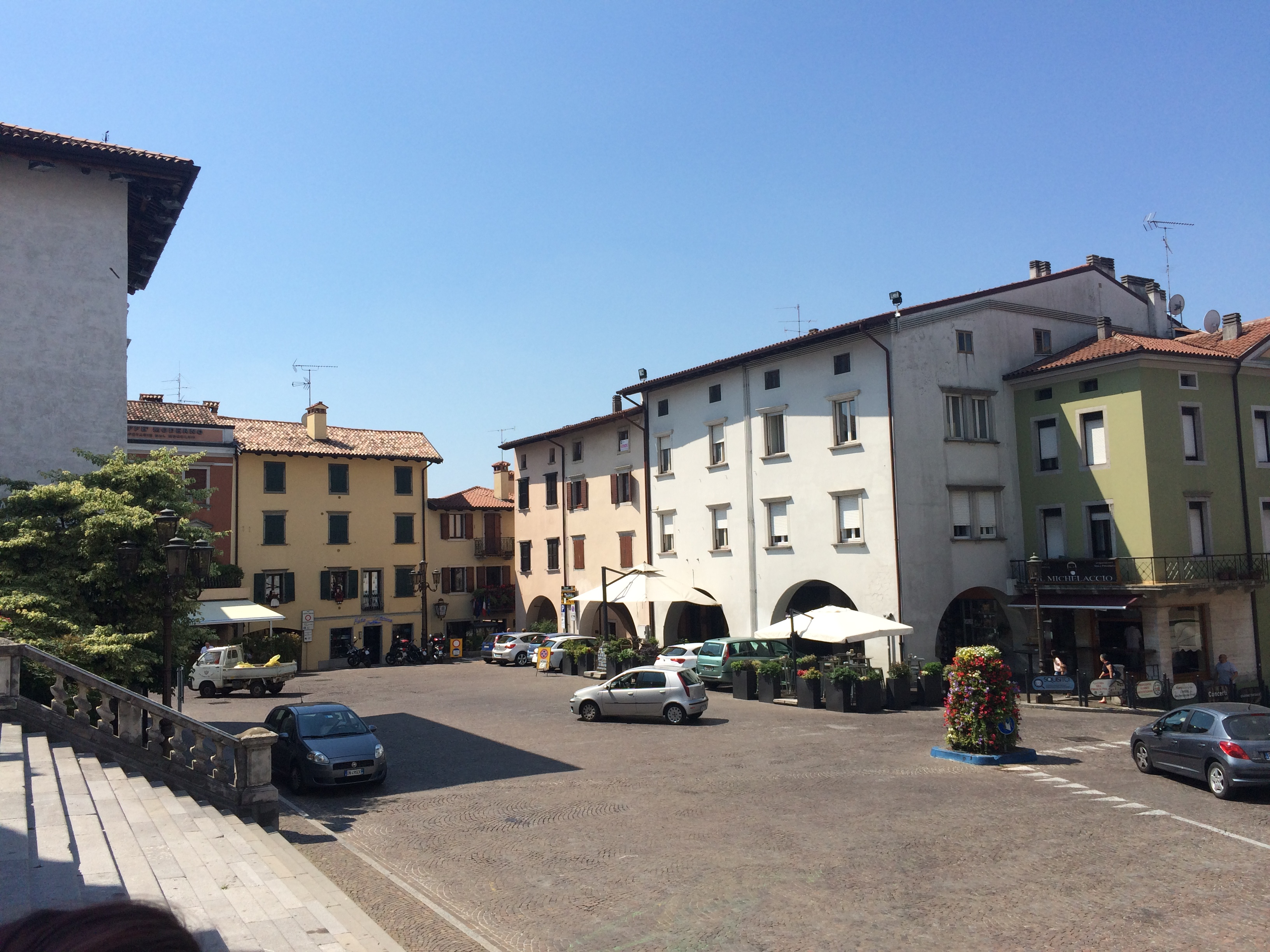
Der Hauptplatz vor dem Dom von San Daniele del Friuli
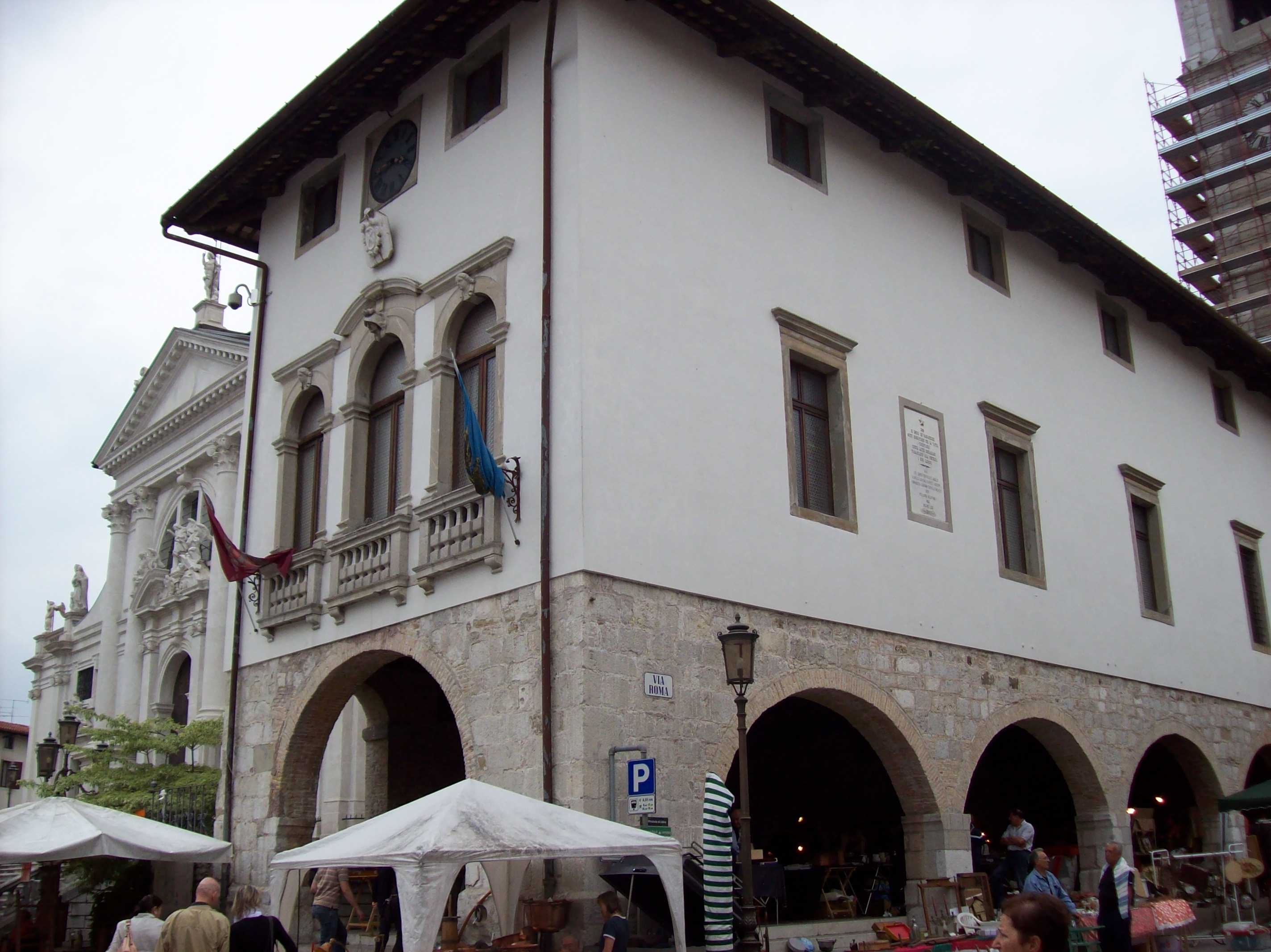
Palazzo Comunale
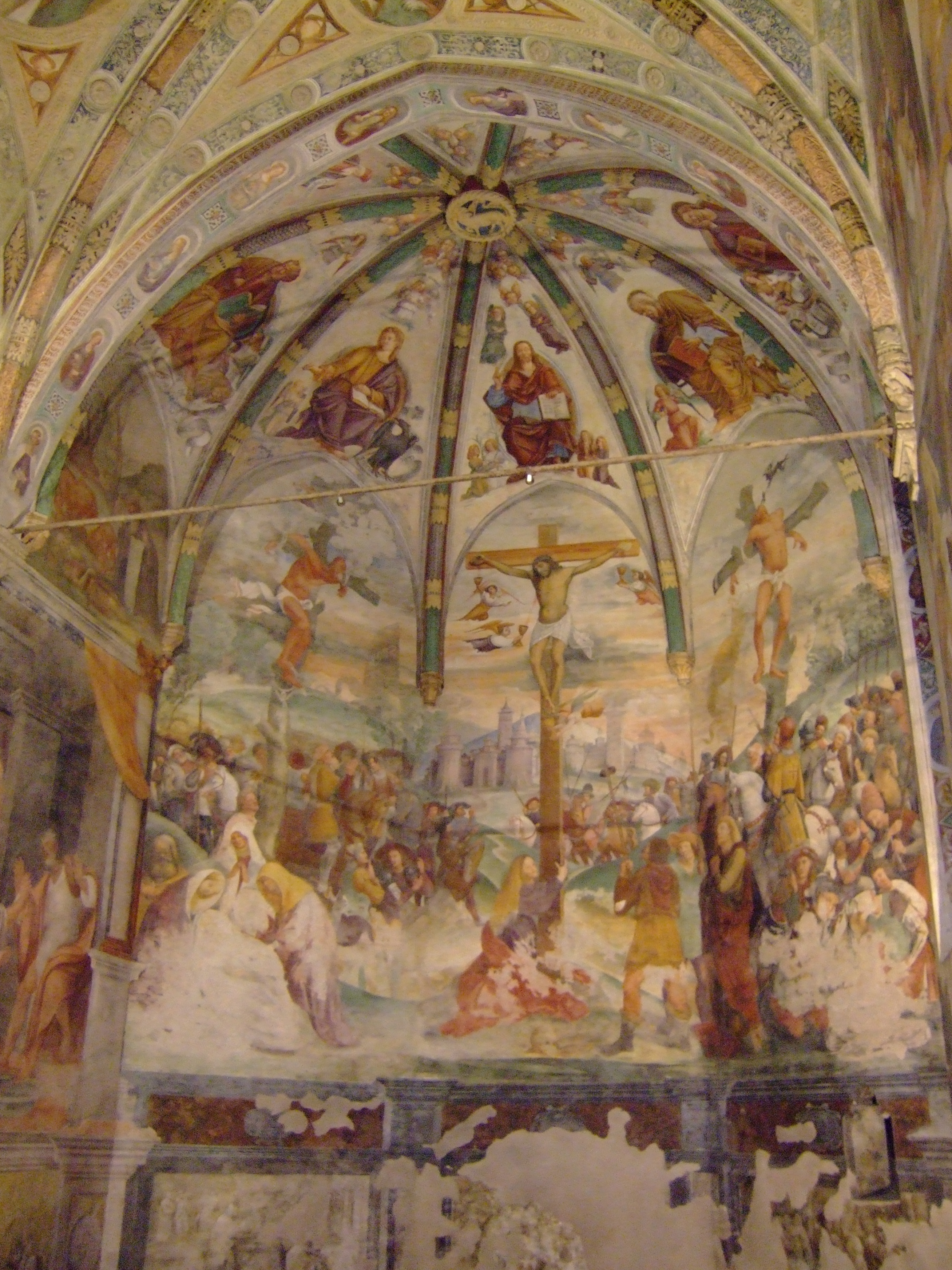
Fresken in Sant’Antonio Abate

## Feste und Messen
- Aria di Festa (San-Daniele-Schinken-Fest, friaul. Fasìn la fieste al persut), jährlich im Juni.[5]

## Städtepartnerschaften
Seit 1993 besteht eine Städtepartnerschaft mit Millstatt am See in Österreich, seit 1994 mit der elsässischen Gemeinde Altkirch in Frankreich und seit 2008 mit Hersbruck in der Metropolregion Nürnberg (Bayern).

## Söhne und Töchter
- Giusto Fontanini (1666–1736), Erzbischof, Kurienbeamter, Bibliothekar von Kardinal Imperiali, Antiquar und Historiker
- Daniele Farlati (1690–1773), Jesuit und Kirchenhistoriker
- Francesco Filippuzzi (1824–1886), Chemiker
- Alex Buttazzoni (* 1985), Bahn- und Straßenradrennfahrer
- Alessandro De Marchi (* 1986), Bahn- und Straßenradrennfahrer
- Lodovica Comello (* 1990), Schauspielerin
- Giada Andreutti (* 1995), Leichtathletin und Bobfahrerin
- Sara Casasola (* 1999), Radrennfahrerin
- Pietro Comuzzo (* 2005), Fußballspieler